# XVIIIe siècle en musique classique
| \| • Retour à la chronologie générale de la musique classique • \| |
| Grèce • Rome • Haut Moyen Âge • VIIIe siècle • IXe siècle • Xe siècle • XIe siècle XIIe siècle • XIIIe siècle • XIVe siècle • XVe siècle • XVIe siècle • XVIIe siècle XVIIIe siècle • XIXe siècle • XXe siècle • XXIe siècle |
| • Retour à la chronologie générale de la musique classique • |

| Années en musique classique : 1697 - 1698 - 1699 - 1700 - 1701 - 1702 - 1703    |
| Décennies en musique classique : 1670 - 1680 - 1690 - 1700 - 1710 - 1720 - 1730 |

## Événements
- 1722 ;
  - Traité de l'harmonie réduite à ses principes naturels de Jean-Philippe Rameau.
  - 1er recueil de Le clavier bien tempéré de Johann Sebastian Bach.
- 1723 : Les Quatre Saisons (inclus dans l'Opus 8) d'Antonio Vivaldi ;
- 1729 : Passion selon Saint Matthieu de Johann Sebastian Bach ;
- 1733 : Hippolyte et Aricie, 1re tragédie lyrique de Jean-Philippe Rameau ;
- 1735 : Les Indes galantes, opéra-ballet de Jean-Philippe Rameau ;
- 1741 : Le Messie de Georg Friedrich Haendel ;
- 1749 : Royal Firework Music de Georg Friedrich Haendel ;
- 1752-1754 : Querelle des Bouffons ;
- 1762 : Orfeo ed Euridice de Christoph Willibald Gluck en italien à Vienne ;
- 1774 : Orphée et Eurydice de Christoph Willibald Gluck en français à Paris ;
- 1786 : Les Noces de Figaro de Wolfgang Amadeus Mozart à Vienne ;
- 1787 : Don Giovanni de Wolfgang Amadeus Mozart à Prague ;
- 1791 : La Flûte enchantée de Wolfgang Amadeus Mozart à Vienne ;
- Fin du XVIIIe siècle : 
  - Délaissement progressif du clavecin en faveur du piano-forte, puis du piano.
  - Fondation de l'Orchestre régional Avignon-Provence.

## Naissances
- 1700 : Michel Blavet, (1700-1768)
- 1700 : Sebastian Bodinus, (1700 ca-1759)
- 1700 : Giovanni Battista Sammartini, (1700 ca-1775)
- 1701 : Johan Joachim Agrell, (1701-1765)
- 1701 : Johann Baptist Georg Neruda, (1701 ca-1780 ca)
- 1701 : Giovanni Battista Sammartini, (1701-1775)
- 1702 : Johann Ernst Eberlin, (1702-1762)
- 1703 : Joseph-Hector Fiocco, (1703-1741)
- 1703 : Johann Gottlieb Graun, (1703-1771)
- 1704 : Carl Heinrich Graun, (1704-1759)
- 1704 : Giovanni Battista Pescetti, (v. 1704 -1766)
- 1704 : José Antonio Carlos de Seixas, (1704-1742)
- 1705 : Johann Peter Kellner, (1705-1772)
- 1706 : Benjamin Franklin, (1706-1790)
- 1706 : Baldassare Galuppi, (1706-1785)
- 1707 : Pietro Domenico Paradisi, (1707-1791)
- 1707 : Charles Wesley, (1707-1788)
- 1708 : Johann Adam von Jr. Reutter, (1708-1772)
- 1709 : Charles Avison, (1709-1770)
- 1709 : Franz Benda, (1709-1786)
- 1709 : Franz Xaver Richter, (1709-1789)
- 1710 : Thomas Arne, (1710-1778)
- 1710 : Wilhelm Friedemann Bach, (1710-1784)
- 1710 : Giovanni Battista Pergolesi, (1710-1736)
- 1710 : Rinaldo di Capua, (1710 ca-1770 ca)
- 1711 : William Boyce, (1711-1779)
- 1711 : Ignaz Holzbauer, (1711-1783)
- 1712 : Frédéric II de Prusse, (1712-1786)
- 1712 : John Hebden, (1712-1765)
- 1713 : Johann Georg Benda, (1713-1752)
- 1713 : Antoine Dauvergne, (1713-1797), né à Moulins, France, mort à Lyon, France
- 1713 : Johann Ludwig Krebs, (1713-1780)
- 1713 : John Stanley, (1713-1786)
- 1714 : Carl Philipp Emanuel Bach, (1714-1788)
- 1714 : Christoph Willibald Gluck, (1714-1787), né à Erasbach, Allemagne
- 1715 : Johann Friedrich Doles, (1715-1797)
- 1715 : Jacques Duphly, (1715-1789)
- 1715 : Ferdinando Pellegrini, (1715 ca-1766 ca)
- 1715 : Georg Christoph Wagenseil, (1715-1777)
- 1716 : Felice de Giardini, (1716-1796)
- 1717 : Georg Mathias Monn, (1717-1750)
- 1717 : Johann Wenzel Anton Stamitz, (1717-1757)
- 1717 : Johann Stamitz, (1717-1757) né en Bohême, Tchécoslovaquie, mort à Mannheim, Allemagne
- 1717 : Rudolf Straube, (1717-1785 ca)
- 1719 : Leopold Mozart, (1719-1787)
- 1720 : Johann Schobert, (1720 ca-1767)
- 1721 : Pieter Hellendaal, (1721-1799)
- 1722 : Georg Benda, (1722-1795)
- 1722 : John Garth, (1722 ca-1810 ca)
- 1722 : Pietro Nardini, (1722-1793)
- 1722 : Antonio Rodríguez de Hita, (1722-1787)
- 1723 : Carl Friedrich Abel, (1723-1787)
- 1723 : Francesco Antonio Uttini, (1723-1795)
- 1724 : Giovanni Battista Cirri, (1724-1808)
- 1725 : William Walond, (1725-1770)
- 1725 : Ferdinando Bertoni, (1725-1813)
- 1726 : Karl Kohaut, (1726-1784), né à Vienne
- 1727 : Claude Balbastre, (1727-1799)
- 1727 : Pierre Montan Berton, (1727-1780)
- 1727 : Armand Louis Couperin, (1727-1789)
- 1727 : Johann Wilhelm Hertel, (1727-1789)
- 1727 : Joseph Touchemoulin, (1727-1801)
- 1728 : Niccolo Piccini, (1728-1800)
- 1729 : Florian Leopold Gassman, (1729-1774)
- 1729 : Giuseppe Sarti, (1729-1802)
- 1729 : Pierre Van Maldere, (1729-1768)
- 1729 : Padre Antonio Soler, (1729-1783)
- 1729 : Pierre-Alexandre Monsigny, (1729-1817)
- 1731 : Frantisek Xaver Dusek, (1731-1799)
- 1731 : Pierre Vachon, (1731-1803)
- 1732 : Johann Friedrich Bach, (1732-1795)
- 1732 : Franz Xaver Brixi, (1732-1771)
- 1732 : François de Camargo Cupis, (1732-1808)
- 1732 : Franz Joseph Haydn, (1732-1809), né à Rohrau
- 1733 : Johann Christian Fischer, (1733-1800)
- 1734 : Johann Ernst Altenburg, (1734-1801)
- 1734 : Francois Joseph Gossec, (1734-1829), né à Vergnies, Belgique
- 1735 : Johann Christian Bach, (1735-1782)
- 1735 : Carl Leopold Röllig, (1735 ca-1804)
- 1736 : Johann Georg Albrechtsberger, (1736-1809)
- 1736 : Johann Christoph Kellner, (1736-1803)
- 1737 : Michael Haydn, (1737-1806), né à Rohrau, Autriche
- 1737 : Vincenzo Manfredini, (1737-1799)
- 1737 : Joseph Mysliveczek, (1737-1781)
- 1737 : Friedrich Schwindl, (1737-1786)
- 1738 : Joseph Kohaut, (1738-1793), né en Bohême
- 1738 : Johann Antonín Koželuh, (1738-1814)
- 1739 : Karl Ditters von Dittersdorf, (1739-1799)
- 1739 : Friedrich Wilhelm Rust, (1739-1796)
- 1739 : Johann Baptist Vanhal, (1739-1813), né en Bohême
- 1740 : John Antes, (1740-1811)
- 1740 : Carl Michael Bellman, (1740-1795)
- 1740 : Ernst Eichner, (1740-1777)
- 1740 : Giovanni Paisiello, (1740-1816)
- 1741 : Andre Ernest Modeste Gretry, (1741-1813)
- 1741 : Andrea Luchesi, (1741-1801) né à Motta di Livenza, Italie, mort à Bonn, Allemagne
- 1741 : Johann Paul Martini, (1741-1816)
- 1741 : Johann Gottlieb Naumann, (1741-1801)
- 1741 : Francesco Salieri, (1741-)
- 1742 : Jean-Baptiste Krumpholtz, (1742-1790)
- 1742 : Simon Le Duc, (1742-1777)
- 1743 : Luigi Boccherini, (1743-1805), né à Lucques, Italie
- 1744 : Gaetano Brunetti, (1744-1798)
- 1745 : Joao de Sousa Carvalho, (1745-1798)
- 1745 : Joseph Bologne de Saint-George, (1745-1799)
- 1745 : Georg Druschetzky, (1745-1819)
- 1745 : Juraj Druzecky, (1745-1819)
- 1745 : Carl Stamitz, (1745-1801), né à Mannheim, Allemagne
- 1745 : Johann Nepomuk Went, (1745-1801)
- 1746 : William Billings, (1746-1800)
- 1746 : Giovanni Giuseppe Cambini, (1746-1825)
- 1746 : Francesco Antonio Rosetti, (1746-1792)
- 1748 : Joseph Fiala, (1748-1816)
- 1749 : Domenico Cimarosa, (1749-1801)
- 1749 : Jean-Louis Duport, (1749-1819)
- 1749 : Georg Joseph Vogler, (1749-1814)
- 1750 : Antonio Salieri, (1750-1825), né à Legnago, Italie
- 1750 : Johann Matthias Sperger, (1750-1812)
- 1751 : Dimitri Stepanovitch Bortniansky, (1751-1825)
- 1751 : Giuseppe Giordani, (1751-1798)
- 1752 : Muzio Clementi, (1752-1832)
- 1752 : Niccolò Antonio Zingarelli, (1752-1837)
- 1752 : Josef Reicha, (1752-1795)
- 1752 : Johann Friedrich Reichardt, (1752-1814)
- 1752 : Christian Gottlieb Scheidler, (1752-1815)
- 1752 : Johann Samuel Schroeter, (1752 ca-1788)
- 1754 : Franz Anton Hoffmeister, (1754-1812)
- 1754 : Peter Winter, (1754-1825)
- 1755 : Giuseppe Ferlendis, (1755-1802)
- 1755 : Giovanni Battista Viotti, (1755-1824), né dans le Piémont, Italie
- 1756 : Joseph Martin Kraus, (1756-1792)
- 1756 : Johann Christoph Vogel, (1756-1788)
- 1756 : Wolfgang Amadeus Mozart, (1756-1791), né à Salzbourg, Autriche
- 1757 : Christian Ludwig Dieter, (1757-1822)
- 1757 : Ignaz Pleyel, (1757-1831)
- 1757 : Alessandro Rolla, (1757-1841)
- 1758 : Matthew Camidge, (1758-1844)
- 1758 : Carl Friedrich Zelter, (1758-1832)
- 1759 : Wilhelm Friedrich Ernst Bach, (1759-1845)
- 1759 : Gervaise François Couperin, (1759-1826)
- 1759 : François Devienne, (1759-1803)
- 1759 : Franz Krommer, (1759-1831)
- 1759 : Johann Conrad Schlick, (1759 ca-1825)
- 1760 : Mateo Albéniz, (1760-1831)
- 1760 : Luigi Cherubini, (1760-1842), né à Florence, Italie
- 1760 : Johann Ladislaus Dussek, (1760-1812)
- 1760 : Giovanni Francesco Giuliani, (1760 ca-1818 ap)
- 1760 : Franz Christoph Neubaur, (1760-1795)
- 1760 : Claude Joseph Rouget de Lisle, (1760-1836)
- 1761 : Erik Tulindberg, (1761-1814)
- 1763 : Franz Danzi, (1763-1826)
- 1763 : Domenico Dragonetti, (1763-1846)
- 1763 : Adalbert Gyrowetz, (1763-1850)
- 1763 : Jean-Xavier Lefèvre, (1763-1829)
- 1763 : Johann Simon Mayr, (1763-1845)
- 1763 : Etienne Nicolas Mehul, (1763-1817)
- 1765 : Michał Kleofas Ogiński, (1765-1833)
- 1765 : Jakub Jan Ryba, (1765-1815)
- 1766 : Friedrich Dionys Weber, (1766-1842)
- 1766 : Samuel Wesley, (1766-1837)
- 1767 : José Maurício Nunes Garcia, (1767-1830)
- 1767 : Bernhard Romberg, (1767-1841)
- 1767 : Artemiy Lukyanovich Vedel, (1767-1806)
- 1768 : Carlos Baguer, (1768-1808)
- 1769 : Bonifazio Asioli, (1769-1832)
- 1770 : Ludwig van Beethoven, (1770-1827), né à Bonn, Allemagne
- 1770 : Ferdinando Carulli, (1770-1841)
- 1770 : James Hewitt, (1770-1827)
- 1770 : Johann Hoffmann, (1770-1814 ca)
- 1770 : Anton Reicha, (1770-1836)
- 1770 : Friedrich Witt, (1770-1837)
- 1771 : Johann Baptist Cramer, (1771-1858)
- 1772 : Domenico Puccini, (1772-1815)
- 1773 : Joseph Woelfl, (1773-1812)
- 1774 : Gaspare Spontini, (1774-1851)
- 1774 : Jan Vaclav Tomasek, (1774-1850)
- 1775 : François Boieldieu, (1775-1834)
- 1775 : Bernard Henrik Crusell, (1775-1838)
- 1776 : Hyacinthe Jadin, (1776-1800)
- 1776 : Ignaz von Seyfried, (1776-1841)
- 1777 : Ludwig Berger, (1777-1839)
- 1778 : Luigi Gianella, (1778 ca-1817)
- 1778 : Johann Nepomuk Hummel, (1778-1837), né à Bratislava, Tchécoslovaquie
- 1778 : Sigismund Neukomm, (1778-1858)
- 1778 : Fernando Sor, (1778-1839)
- 1781 : Louis François Dauprat, (1781-1868)
- 1781 : Anton Diabelli, (1781-1858)
- 1781 : Mauro Giuliani, (1781-1829), né à Besceglie, Italie
- 1781 : Anthony Philip Heinrich, (1781-1861)
- 1782 : Daniel Francois Esprit Auber, (1782-1871), né à Caen, France
- 1782 : John Field, (1782-1837)
- 1782 : Niccolo Paganini, (1782-1840), né à Gênes, Italie
- 1783 : Heinrich Aloys Prager, (1783-1854)
- 1784 : Dionisio Aguado, (1784-1849)
- 1784 : Heinrich Joseph Bärmann, (1784-1847)
- 1784 : George Onslow, (1784-1853)
- 1784 : Ferdinand Ries, (1784-1838)
- 1784 : Ludwig Spohr, (1784-1859), né à Brunswick, Allemagne
- 1785 : Alexandre Pierre François Boëly, (1785-1858)
- 1785 : Friedrich Wilhelm Kalkbrenner, (1785-1849)
- 1786 : Friedrich Kuhlau, (1786-1832)
- 1786 : Carl Maria von Weber, (1786-1826), né à Holstein, Allemagne
- 1787 : Alexander Alexandrovitch Alabiev, (1787-1851)
- 1788 : Marco Bordogni, (1788-1856)
- 1788 : Johann Peter Pixis, (1788-1874)
- 1789 : Nicholas Charles Bochsa, (1789-1856)
- 1789 : Friedrich Silcher, (1789-1860)
- 1790 : Luigi Legnani, (1790-1877)
- 1790 : Karol Josef Lipinski, (1790-1861)
- 1791 : Carl Czerny, (1791-1857)
- 1791 : Louis Joseph Ferdinand Herold, (1791-1833), né à Paris, France
- 1791 : Giacomo Meyerbeer, (1791-1864)
- 1791 : Franz Xaver Wolfgang Mozart, (1791-1844)
- 1791 : Johann Peter Muller, (1791-1877)
- 1791 : Jan Vaclav Vorisek, (1791-1825)
- 1792 : Louis Drouet, (1792-1873)
- 1792 : Anton Bernhard Fürstenau, (1792-1852)
- 1792 : Gioachino Rossini, (1792-1868), né à Pesaro, Italie
- 1793 : Franz Hünten, (1793-1878)
- 1794 : Theobald Boehm, (1794-1881)
- 1794 : Ignaz Moscheles, (1794-1870)
- 1794 : Ferdinand Schubert, (1794-1859)
- 1795 : Francisco Manuel da Silva, (1795-1865)
- 1795 : Giuseppe Saverio Raffaele Mercadante, (1795-1870)
- 1796 : Franz Berwald, (1796-1868)
- 1796 : Carl Loewe, (1796-1869)
- 1797 : Gaetano Donizetti, (1797-1848)
- 1797 : Franz Schubert, (1797-1828), né à Vienne, Autriche
- 1798 : Henri Jérôme Bertini, (1798-1876)
- 1798 : Carlo Yvon, (1798-1854)
- 1799 : Jacques Fromental Halévy, (1799-1862)

## Décès
- 1702 : Nicolas Lebègue, compositeur, organiste et claveciniste français.
- 1703 : Alessandro Melani, compositeur italien.
- 1706 : Johann Christoph Pachelbel, compositeur et organiste allemand.
- 1707 : Jeremiah Clarke, compositeur anglais.
- 1707 : Dietrich Buxtehude, musicien, compositeur et organiste allemand.
- 1713 : Arcangelo Corelli, violoniste et compositeur italien.
- 1714 : Guillaume-Gabriel Nivers, organiste et compositeur français.
- 1726 : Antonio Maria Bononcini, (1677-1726), violoncelliste et compositeur italien.
- 1727 : William Croft, (1678-1727), compositeur anglais.
- 1732 : Louis Marchand, (1669-1732), compositeur, organiste et claveciniste français.
- 1733 : François Couperin, (1668-1733), compositeur français.
- 1739 : Reinhard Keiser, (1674-1739), compositeur allemand.
- 1740 : Antonio Lotti, (1665-1740), compositeur italien.
- 1740 : John Baston, (1685-1740), compositeur et flûtiste anglais.
- 1741 : Antonio Vivaldi, (1678-1741), compositeur italien.
- 1741 : Joseph-Hector Fiocco, (1703-1741), musicien et compositeur bruxellois.
- 1742 : José Antonio Carlos de Seixas, (1704-1742), compositeur portugais.
- 1744 : André Campra, (1660-1744), compositeur français.
- 1745 : Antoine Forqueray, (1672-1745), compositeur et gambiste français.
- 1749 : Louis-Nicolas Clérambault, compositeur, organiste et claveciniste français.
- 1750 : Jean-Sébastien Bach, (1685-1750), compositeur et organiste allemand.
- 1751 : Pierre Du Mage, organiste français.
- 1757 : Domenico Scarlatti, (1685-1757), compositeur et claveciniste virtuose italien.
- 1758 : Bernardo Porta, (1758-1829), compositeur italien.
- 1759 : Georg Friedrich Haendel, (1685-1759), compositeur allemand naturalisé anglais.
- 1759 : Carl Heinrich Graun, (1704-1759), compositeur allemand.
- 1760 : François Colin de Blamont, compositeur français.
- 1760 : Christoph Graupner, claveciniste et compositeur allemand.
- 1760 : Anton Fils, compositeur et violoncelliste allemand.
- 1760 : Ernst Gottlieb Baron, compositeur et luthiste allemand.
- 1760 : Michele Mascitti, violoniste et compositeur italien.
- 1760 : Andrea Adolfati, compositeur italien.
- 1761 : Willem de Fesch, compositeur et violoniste néerlandais.
- 1762 : Johann Ernst Eberlin, compositeur et organiste allemand.
- 1763 : Jacques-Martin Hotteterre, compositeur et flûtiste français.
- 1764 : Jean-Philippe Rameau, (1683-1764), compositeur et théoricien de la musique français.
- 1765 : Johan Joachim Agrell, (1701-1765), compositeur suédois.
- 1766 : Giovanni Battista Pescetti, (1704-1766), compositeur et organiste italien.
- 1767 : Georg Philipp Telemann, (1681-1767), compositeur allemand.
- 1768 : Michel Blavet, (1700-1768), compositeur français.
- 1770 : Esprit Antoine Blanchard, (1696-1770), compositeur français.
- 1775 : Giovanni Battista Sammartini, compositeur italien.
- 1787 : Christoph Willibald Gluck, (1714-1787), compositeur allemand.
- 1788 : Johann Christoph Vogel, (1756-1788), compositeur allemand.
- 1788 : Carl Philipp Emanuel Bach, (1714-1788), compositeur allemand.
- 1791 : Wolfgang Amadeus Mozart, (1756-1790), compositeur autrichien.
- 1795 : Johann Christoph Friedrich Bach, (1732-1795), compositeur et claveciniste allemand.
- 1796 : Friedrich Wilhelm Rust, compositeur allemand.
- 1799 : Karl Ditters von Dittersdorf, compositeur autrichien.